# Ystad (Gemeinde)
Koordinaten: 55° 26′ N, 13° 49′ O

Ystad ist eine Gemeinde (schwedisch kommun) in der südschwedischen Provinz Skåne län und der historischen Provinz Schonen. Der Hauptort der Gemeinde ist Ystad.

## Geographie
Die Gemeinde Ystad erstreckt sich etwa 40 Kilometer entlang der Ostsee. Durch die Gemeinde führen die Europastraße 65, die Reichsstraßen 13 und 19 sowie die Bahnstrecke Ystad–Simrishamn. Auch die Wanderwege Skåneleden und Österlenleden führen durch die Gemeinde.

## Wirtschaft
5 Prozent der Arbeitnehmer arbeiten in der Landwirtschaft, etwa 18 Prozent im sekundären Sektor. Ystad ist nicht nur Verwaltungszentrum, sondern auch eine wichtige Hafenstadt, über die der Großteil des Warenaustauschs mit Polen abgewickelt wird.

## Sehenswürdigkeiten

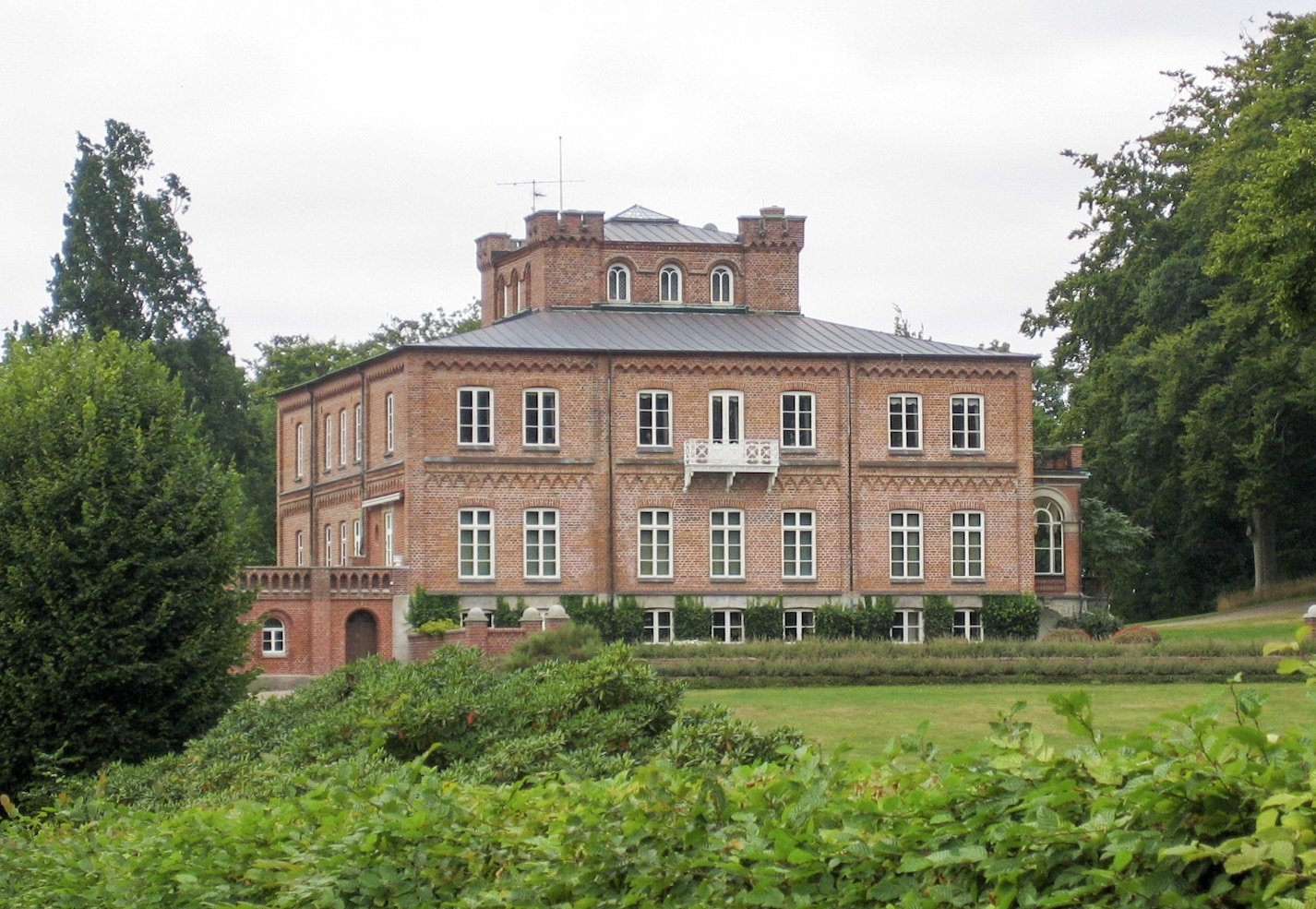
Schloss Charlottenlund

Etwa 15 Kilometer östlich der Stadt Ystad liegt das Fischerdorf Kåseberga, bei dem sich die berühmte Schiffssetzung Ales stenar befindet. Im Nordwesten des Gemeindegebiets liegt Bjäresjö mit der Kirche von Bjäresjö.

## Orte
Folgende Orte sind Ortschaften (tätorter):
- Glemmingebro
- Hedeskoga
- Köpingebro
- Löderup
- Nybrostrand
- Stora Herrestad
- Svarte
- Sövestad
- Ystad

## Partnerschaften
- Ekenäs (Finnland)
- Søllerød, seit 2007 Rudersdal (Dänemark)
- Haugesund (Norwegen)
- Świnoujście/Swinemünde (Polen)

## Persönlichkeiten
- Henrik Ludvig Sundevall (1814–1884), der schwedische Marineoffizier, später Konteradmiral der Königlich-Preußischen Marine, wurde am 29. Dezember 1814 auf Gut Högestad der Gemeinde Ystad geboren
- Axel Pehrsson-Bramstorp (1883–1954) in Öja/Gemeinde Ystad geborener Politiker und Ministerpräsident von Schweden